# Jalal Aliyev
Jalal Alireza oglu Aliyev (em azeri:  Cəlal Əlirza oğlu Əliyev; 30 de junho de 1928 - 31 de janeiro de 2016) foi um cientista soviético e azerbaijano,  acadêmico, membro do Presidium da Academia Nacional de Ciências do Azerbaijão e deputado do Milli Majlis da República do Azerbaijão. Nascido em Naquichevão, ele era irmão do falecido presidente do Azerbaijão, Heydar Aliyev, e tio do atual presidente, Ilham Aliyev. Faleceu em Bacu em 2016.
Na área cientifica, foi chefe do grupo de criação de fisiologia da fotossíntese no Instituto de Botânica da Academia de Ciências do Azerbaijão, chefe do laboratório, chefe do departamento e acadêmico-secretário do Departamento de Ciências Biológicas do Academia de Ciências do Azerbaijão. Também foi membro estrangeiro da Academia de Ciências Agrárias da Rússia, da Academia Ucraniana de Ciências Agrárias e da Academia Bielorrussa de Ciências Agrárias.